# Cat Noir
Cat Noir ist ein Schweizer Animationsfilm von O’Neil Bürgi aus dem Jahr 2018. Die visuelle Gestaltung entspricht den Merkmalen eines Film Noir. Der Kurzfilm wurde vorwiegend mit der Rotoskopie-Technik hergestellt.

## Inhalt
Eine schwarze Katze, der Klang des Regens, ein Abschiedsbrief. Er erfährt, dass ihn seine Frau verlassen hat. Nun will er sich das Leben nehmen. Die einzige Zeugin seiner Verzweiflung ist die schwarze Hauskatze, die er für sein trauriges Vorhaben missbraucht. Doch die Frau befindet sich bereits wieder auf dem Weg zu ihm zurück. Wird sie dort eintreffen, bevor er sein trauriges Vorhaben umsetzen kann?

## Veröffentlichung
Der Animationskurzfilm erschien im Juli 2018
und wurde bis Mai 2021 auf über 60 Filmfestivals in 22 Ländern gezeigt, unter anderem am Warsaw International Film Festival, an der Interfilm Berlin, am Palm Springs International ShortFest und am Fantoche. Am 5. September 2019 feierte der Film seine Schweizer TV-Premiere auf SRF.

## Auszeichnungen (Auswahl)
- Rome Independent Film Festival 2018: RIFF Award für Best Short Animation Film[4]
- Palm Springs International ShortFest 2019: Nominiert für Best Animated Short[5]
- Palm Springs International ShortFest 2019: Nominiert für Best Student Animated Short[5]
- Fantoche 2019: Nominiert für Best Swiss[6]

## Kritiken
«Nur gut sechs Minuten dauert ‹Cat Noir›, doch was Regisseur O’Neil Bürgi in diese kurze Zeitspanne hineinpackt, ist ein wahres visuelles Feuerwerk an erzählerischen, gestalterischen und musikalischen Ideen.»

«Die Story steil, die Musik dramatisch, die Bilder entschlossen komponiert, die Charaktere spitz gezeichnet. Vielleicht von allem etwas viel, aber genau deshalb funktioniert der Film so gut […] Das Thema ist denkbar heikel: es geht auch um Suizid. In Kunst und Medien wird immer wieder verhandelt, wie man damit verantwortungsvoll umgeht.
Das habe auch ihn beschäftigt, sagt O’Neil Bürgi: ‹Es haben mich auch Leute darauf angesprochen. Aber der Film verherrlicht das nicht. Es ist klar, dass der Stoff der Fantasie entstammt und dass es in erster Linie ein Unterhaltungsstück ist. Auf dem Papier sah es für Aussenstehende zuerst schon bedenklich aus. Aber ich bin drangeblieben, bin das Risiko eingegangen und habe darauf vertraut, dass es funktioniert. Und das Publikum hat es schliesslich auch verstanden, wohl auch dadurch, dass die Geschichte sehr überhöht, und übertrieben erzählt wird.›»